# つかの間の恋心
『つかの間の恋心』（つかのまのこいごころ、イタリア語: Un tentativo sentimentale）は、1963年（昭和38年）製作・公開、パスクァーレ・フェスタ・カンパニーレおよびマッシモ・フランチオーザ共同監督によるイタリア・フランス合作映画である。脚本家コンビであったカンパニーレ＝フランチオーザのどちらにとっても監督デビュー作である。

## 略歴・概要
本作は、1955年（昭和30年）にマウロ・ボロニーニ監督の『若い恋人たち』を共同で脚本執筆して以来、多くの脚本を共同で執筆してきたパスクァーレ・フェスタ・カンパニーレ、マッシモ・フランチオーザの原案を、カンパニーレ、フランチオーザ、エンニオ・バルトリーニ、ルイジ・マーニの4人で共同執筆した脚本を、フランカ・フィルムが製作して完成したものである。
シネリッツが配給し、イタリアでは同年10月4日、フランスでは翌1964年（昭和39年）7月13日、西ドイツ（現在のドイツ）では1965年（昭和40年）4月9日に公開された。
日本では、2011年（平成23年）2月現在に至るまで劇場公開、テレビ放映、DVD等のビデオグラム販売等は行われていない。ピエロ・ピッチオーニによるサウンドトラックCDが発売され、『つかの間の恋心』のタイトルで日本でも知られるところとなる。

## スタッフ
- プロデューサー : ネッロ・メニコーニ （Nello Meniconi [3]）、ルチアーノ・ペルージャ （Luciano Perugia [4]）
- 監督 : パスクァーレ・フェスタ・カンパニーレ、マッシモ・フランチオーザ
- 原作 : パスクァーレ・フェスタ・カンパニーレ、マッシモ・フランチオーザ
- 脚本 : パスクァーレ・フェスタ・カンパニーレ、マッシモ・フランチオーザ、エンニオ・バルトリーニ （Ennio Bartolini [5]）、ルイジ・マーニ （Luigi Magni）
- 撮影 : エンニオ・グァルニエーリ （Ennio Guarnieri [6]）
- 美術・衣裳 : ルチア・ミリゾーラ （Lucia Mirisola [7]）
- 装置 : フランチェスコ・クッピーニ （Francesco Cuppini [8]）
- 編集 : ルッジェロ・マストロヤンニ （Ruggero Mastroianni）
- 助監督 : ルイジ・マーニ
- 音楽 : ピエロ・ピッチオーニ

## キャスト
クレジット順
- フランソワーズ・プレヴォー（フランス語版） （Françoise Prévost） - カルラ
- ジャン＝マルク・ボリー （Jean-Marc Bory） - ディーノ
- レティチア・ロマン （Letícia Román） - ルチアーナ
- ジュリオ・ボゼッティ （Giulio Bosetti） - レナート
- マリア・ピア・ルージ （Maria Pia Luzi [9]） - イレーネ
- マリーノ・マゼー （Marino Masé） - ピエロ
- ニーノ・セグリーニ （Nino Segurini [10]）
- マリア・テレーザ・オルシーニ （María Teresa Orsini [11]）

- バーバラ・スティール - シルヴィア
- ガブリエーレ・フェルツェッティ - ジュリオ

## 註
1. 1 2 3 4  Bingo Bongo, インターネット・ムービー・データベース （英語）, 2011年2月16日閲覧。
2. ↑  Bingo Bongo, allmovie （英語）, 2011年2月16日閲覧。
3. ↑  Nello Meniconi - IMDb（英語）, 2011年2月16日閲覧。
4. ↑  Luciano Perugia - IMDb（英語）, 2011年2月16日閲覧。
5. ↑  Ennio Bartolini - IMDb（英語）, 2011年2月16日閲覧。
6. ↑  Ennio Guarnieri - IMDb（英語）, 2011年2月16日閲覧。
7. ↑  Lucia Mirisola - IMDb（英語）, 2011年2月16日閲覧。
8. ↑  Francesco Cuppini - IMDb（英語）, 2011年2月16日閲覧。
9. ↑  Maria Pia Luzi - IMDb（英語）, 2011年2月16日閲覧。
10. ↑  Nino Segurini - IMDb（英語）, 2011年2月16日閲覧。
11. ↑  María Teresa Orsini - IMDb（英語）, 2011年2月16日閲覧。